# Jaimy Buter
Jaimy Buter is een Nederlands voetballer die als verdediger voor Excelsior speelt.

## Carrière
Jaimy Buter speelde in de jeugd van SC Victoria '04 en Excelsior. Sinds 2020 speelt hij voor Excelsior onder 21. Hij debuteerde in het eerste elftal van Excelsior in de Eerste divisie op 20 november 2020, in de met 4-1 gewonnen thuiswedstrijd tegen Jong AZ. Hij kwam in de 90+2e minuut in het veld voor Siebe Horemans, samen met Joshua Eijgenraam, die ook debuteerde.

### Statistieken
| Seizoen                        | Club           | Land           | Competitie     | Competitie | Competitie | Beker | Beker | Totaal | Totaal |
| Seizoen                        | Club           | Land           | Competitie     | Wed.       | Dlp.       | Wed.  | Dlp.  | Wed.   | Dlp.   |
| ------------------------------ | -------------- | -------------- | -------------- | ---------- | ---------- | ----- | ----- | ------ | ------ |
| 2020/21                        | Excelsior      | Nederland      | Eerste divisie | 1          | 0          | 0     | 0     | 1      | 0      |
| Carrièretotaal                 | Carrièretotaal | Carrièretotaal | Carrièretotaal | 1          | 0          | 0     | 0     | 1      | 0      |
| Bijgewerkt op 26 december 2020 |                |                |                |            |            |       |       |        |        |